# Jump In!
Jump In! es una película original de Disney Channel estrenada el 12 de enero de 2007 en Estados Unidos. Protagonizada por Corbin Bleu y Keke Palmer, se rodó en julio de 2006 en Toronto, Canadá.

## Sinopsis
Un día regresando de su entrenamiento hacia su casa, el padre de Izzy se ve muy ocupado. En eso, a Izzy no le queda de otra que llevar a su hermanita de 8 años a la competencia de Doble Salto. Al principio, a Izzy se le ve muy aburrido, pero al final sale de la competencia sabiendo que lleva el doble salto en la sangre. Justo en la salida, una de las integrantes de las Joy Jumpers, grupo de Mary (La mejor amiga de Izzy) (Keke Palmer) se enfada con las demás, ya que su rutina no le favorece, así que sale del grupo y termina en el grupo de las rivales de las Joy Jumpers, las Dutch Dragons. Así que Mary acude a Izzy para que se una a las Joy Jumpers, Izzy acepta la petición de las chicas, pero Izzy cambia una cosa, no le gusta el nombre, así que lo cambiará a Hot Chili Steppers. En el día de la competencia, Izzy no decepciona, sin miedo a que se burlen va a la competencia y al final los jueces deciden los resultados finales: los Hot Chili Steppers terminan campeones.

## Personajes
- Isadore (Izzy) Daniels - Corbin Bleu
- Mary Thomas - Keke Palmer
- Kenneth Daniels - David Reivers
- Rodney Tyler - Patrik Johnson Jr
- Chuck Coley - Mazin Elsadig
- Keisha Ray - Laivan Greene
- Presentadora - Sandy Kellerman
- Karin Daniels - Kylee Russel
- L'il James Jackson - Micah Williams
- Shauna Keaton - Shanica Knowles
- Doble de Keke Palmer - Briana Felix y Tori Lucas
- Yolanda Brooks - Jajube Mandiela

### Doblaje de voz (Argentina)
- Izzy - Hernán Bravo
- Mary - Karin Rodríguez
- Kenneth - Marcelo Armand
- Rodney - Leto Dugatkin
- Earl - Pablo Gandolfo
- Keisha - Silvina Ganger
- Shauna - Paloma Odriozola
- Karin - Sofía Malacco

### Créditos Técnicos
- Estudio de Doblaje: Media Pro Com, Buenos Aires, Argentina
- Director de diálogo: Tian Brass
- Traductor Adaptador: Sandra Brizuela
- Director Creativo: Raúl Aldana
- Doblaje al español producido por: Disney Character Voices International, Inc.

## DVD
El DVD lleva el nombre "Freestyle Edition" y salió a la venta en el 3 de abril de 2007 en Estados Unidos
El DVD incluye los siguientes extras:
- Detrás de las cámaras - "aprendiendo los pasos"
- Making of Featurette - "Inside the Ropes"

Fechas de estrenos - DVD
- Argentina -11 de julio de 2007
- Chile -11 de julio de 2007
- Colombia -11 de julio de 2007
- Ecuador -11 de julio de 2007
- Guatemala -11 de julio de 2007
- Paraguay -11 de julio de 2007
- Perú -11 de julio de 2007
- Uruguay -11 de julio de 2007
- Venezuela -11 de julio de 2007
- México - 3 de agosto